# محافظة شمال غزة
محافظة شمال غزة  هي أحد المحافظات في قطاع غزة، يقدر عدد سكان المحافظة 281 ألف نسمة لعام 2005 موزعة على التجمعات السكانية وتضم (مدينة جباليا ومدينة بيت لاهيا ومدينة بيت حانون)
تولت السلطة الفلسطينية إدارة المحافظة تطبيقا لاتفاق أوسلو سنة 1993 بعد أن كانت تتخذها قوات الجيش الإسرائيلي مقرا لها أثناء احتلال قطاع غزة ما بين 1967 و1994.

## المساحة
تصل مساحتها إلى 62 كم مربع وتشكل 17% من إجمالي مساحة محافظات قطاع غزة وتشتمل على أربعة تجمعات حضرية وهي (مدينة جباليا- مخيم جباليا - مدينة بيت لاهيا - مدينة بيت حانون - ضاحية الشيخ زايد السكنية) (وعلى عدة تجمعات ريفية وهي( قرية أم النصر -عزبة بيت حانون - مشروع العلمي -تل الزعتر - بئر النعجة).

## حقوق الإنسان والتدهور البيئي في شمال قطاع غزة
إلى جانب أخطار محطة معالجة المياه العادمة المستمرة على البيئة وصحة السكان، فإن محطة معالجة المجاري تشكل تهديداً كبيراً لأمن وسلامة سكان المناطق المحيطة بها، وأن ما يترتب على تسرب المياه العادمة وفيضانها لا يؤثر على قرية أم النصر وحدها، بل على المنطقة بأسرها، وخاصةً مدينة بيت لاهيا التي يسكنها حوالي 55000 نسمة. وقامت البلدية بعمل سواتر بارتفاع 9 أمتار لكن ارتفاع منسوب المياه، خاصة في فصل الشتاء بشكل كبير ينذر بانهيار السواتر الترابية، حيث يشكل هذا الانهيار كارثة بيئية جديدة، وقد صدق توقعنا حين انفجرت إحدى البرك وقتلت تسعة أفراد وهجرت القرية البدوية الشهر الماضي.

## المحافظون
- زهدي محمود سعيد عامر، (15 سبتمبر 1996-2001)
- صخر بسيسو، (2001-فبراير 2005)
- إسماعيل محمد ياسين أبو شمالة، (27 مارس 2005-2013)
- صلاح إحسان محمد أبو وردة، (2 يوليو 2014-10 أغسطس 2023[5])